# Università di Hannover
L'Università di Hannover (per esteso Gottfried Wilhelm Leibniz Universität Hannover, o più semplicemente Leibniz Universität Hannover) è una università pubblica con sede ad Hannover, in Germania. Fondata nel 1831, è la seconda più grande università della Bassa Sassonia dopo l'Università Georg-August di Gottinga.
Fa parte del TU9, un'associazione formata dalle nove principali università politecniche della Germania. È inoltre membro della CESAER (Conference of European Schools for Advanced Engineering Education and Research). Collabora pure alla gestione della Technische Informationsbibliothek (TIB), biblioteca nazionale tedesca della scienza e della tecnologia che nel suo genere rappresenta la più grande biblioteca nel mondo.

## Storia
L'Università di Hannover venne fondata da Karl Karmarsch nel 1831 come "scuola superiore professionale"; divenuta sedici anni dopo "scuola politecnica", assunse in seguito, nel 1879, la denominazione di Università Tecnica Reale (Königlichen Technischen Hochschule). L'attuale nome, che fa riferimento al filosofo e scienziato Gottfried Wilhelm Leibniz, le fu conferito nel 2006 durante il 175º anniversario della sua fondazione.

## Facoltà
L'Università di Hannover è attualmente articolata in nove facoltà:
- facoltà di architettura e paesaggio;
- facoltà di ingegneria civile e geodesia;
- facoltà di elettrotecnica e informatica;
- facoltà di giurisprudenza;
- facoltà di ingegneria meccanica;
- facoltà di matematica e fisica;
- facoltà di scienze naturali;
- facoltà di filosofia;
- facoltà di economia.

## Il TIB
La Leibniz Information Centre for Science and Techonology University Library è l'archivio digitale dell'ateneo, che possiede l'autorizzazione a rilasciare il codice DOI e ha il compito di pubblicare tutte le tesi e le dissertazioni di dottorato degli allievi dell'Università e nell'ambito dell'Open Access. Inoltre, si occupa sia di gestire delle riviste accademiche proprie per conto dei partner dell'università che di finanziare i costi di pubblicazione con le riviste ad accesso aperto degli editori Whiley, Springer e Copernicus Publications.